# ناو سولی
ناو سولی (به انگلیسی: French cruiser Sully) یک کشتی بود که طول آن ۱۳۹٫۸ متر (۴۵۸ فوت ۸ اینچ) بود. این کشتی در سال ۱۹۰۱ ساخته شد.